# Iglesia de San Juan Bautista (Marchena)
La iglesia de San Juan Bautista de Marchena, es un templo católico de dimensiones catedralicias, que por su arquitectura y por su contenido artístico constituye una de las más interesantes de la provincia de Sevilla.

## Historia
Se encuentra situada en el centro histórico de la población de Marchena, presidiendo la plaza del Cardenal Spínola. El templo se concibe como iglesia matriz, y debió fundarse en los tiempos inmediatamente posteriores a la toma de esta localidad a manos del rey Fernando III.  Se cree que su fundación pudo estar ligada a la orden de San Juan, que en Marchena está documentada desde el siglo XIII. Posiblemente de aquella vinculación con esta orden viene el título de la parroquia de "La Degollación de San Juan Bautista". 
A partir de 1309 Marchena se convierte en villa de señorío de la poderosa familia de los Ponce de León y sede administrativa del Señorío de Arcos. De esta época en la iglesia solo es posible asegurar la capilla que se encuentra bajo su torre; una disposición habitual en los templos primeros del mudéjar sevillano.
El resto de la construcción, así como las naves centrales y las cabeceras se construyen a partir de 1490, mientras que las naves laterales externas fueron realizadas posteriormente hacia mediados del siglo XVI. La iglesia fue adquiriendo gran importancia a partir de entonces debido al rápido crecimiento de la localidad, y desde ella se administraban ayudas a otras parroquias próximas, pues aquí residía el vicario y el mayordomo. Esta condición de parroquia única y de economía común parece explicarse por el rechazo de la casa ducal ante cualquier intento de segregación para no perder así el derecho a recibir las tercias reales concedidas sobre las tierras eclesiásticas de Marchena, y también sería la explicación de la concentración de tanta riqueza en este  templo.
Con el paso del tiempo la iglesia fue objeto de importantes reformas, como la referida a la torre, situada en el ángulo izquierdo, acabada con cuerpo de campanas de dos huecos en cada frente y chapitel piramidal, contratada con Diego Velasco en 1580. Las únicas obras de interés durante el siglo XVII son la sacristía, adosada al presbiterio, y la capilla de los Molinas, de entre 1619 y 1622. 
Nuevas reformas llevadas a cabo en el siglo siguiente definirán el aspecto general del templo, siendo la obra más importante en este tiempo el coro y el trascoro, donde existe abundante decoración da base de yeserías y el uso de estípites.
De este mismo siglo XVIII es la portada situada en el muro derecho, obra realizada por el maestro cantero Juan Antonio Blanco en 1757.

## Iglesia

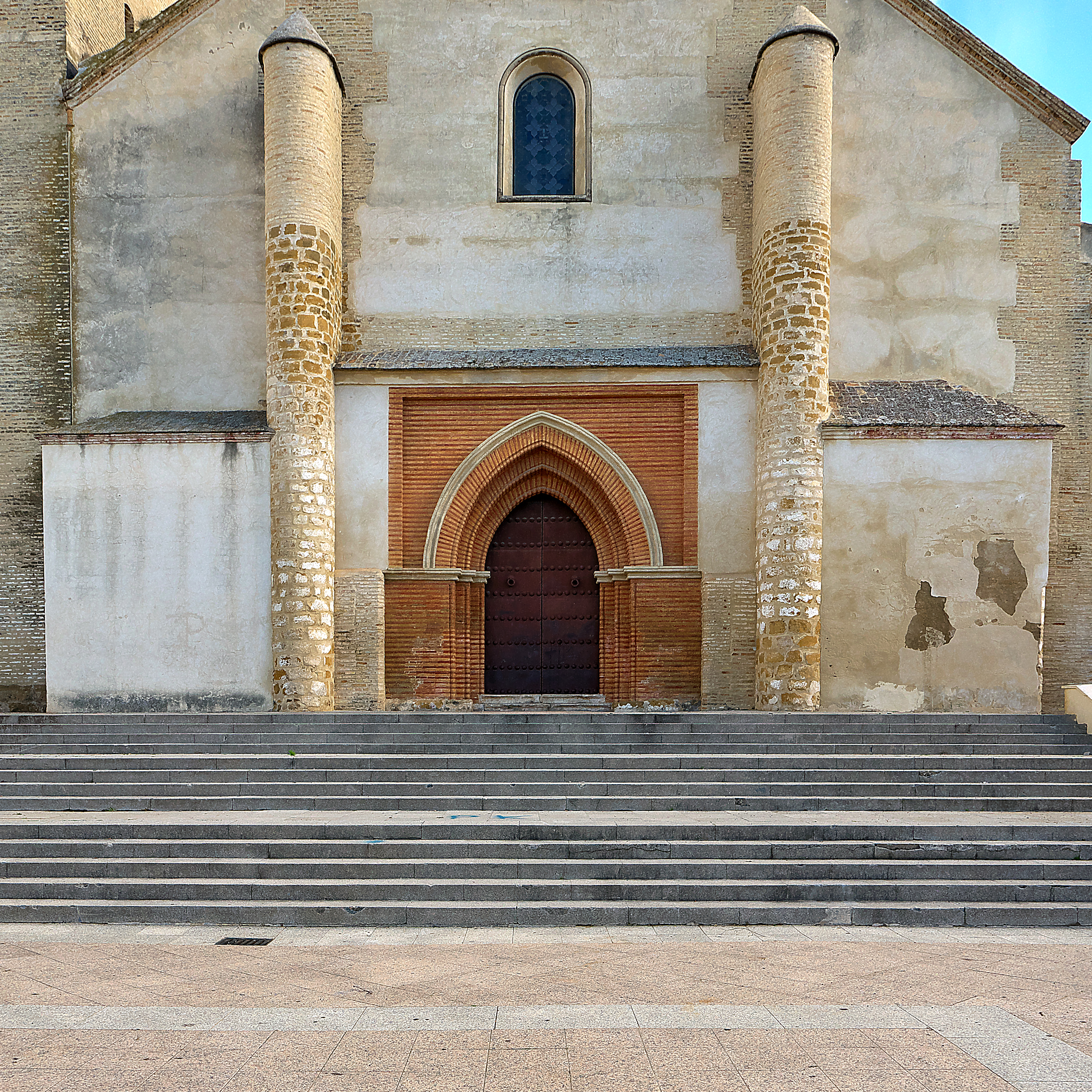
Puerta del Perdón,.

De estructura gótico-mudéjar, característica del tiempo de los Reyes Católicos y con algunos detalles renacentistas, su interior se organiza según cinco naves separadas por pilares, algunos con columnas adosadas, en altura decreciente.  
Este templo alberga importantes joyas artísticas, además del museo municipal, en el que se exponen varias esculturas de Alonso Cano y hasta nueve cuadros del pintor extremeño Zurbarán.

### Exterior
El templo posee tres portadas al exterior. El estilo gótico puede en las portadas de los pies y en el del muro de la izquierda, realizadas en ladrillo, que presentan almenas y arquivoltas. La otra portada, utilizada de modo habitual como acceso principal, fue realizada por Juan Antonio Blanco en 1757, en estilo barroco. La torre fue encargada a Diego de Velasco, aunque existió un proyecto anterior de Hernán Ruiz II.

### Interior
Presenta triple cabecera rectangular intercomunicada que se cubre por bóvedas de nervadura estrellada. Las cubiertas de las naves centrales son de artesonado de par y nudillo la central principal, y de colgadizos en las adyacentes —lo que constituiría el cuerpo primitivo de la iglesia—; y mediante bóvedas de aristas las colaterales extremas, que son producto de una ampliación posterior. 
En el primer tramo de la nave central presenta un coro de factura barroca, tallado por Juan Valencia con diseños de Jerónimo de Valvás, construido entre los años 1719 y 1722 y decorado con abundante yesería. Este coro sustituye a otro anterior compuesto por sillería y reja de madera, realizado a finales del siglo XVI y en el que trabajaron artistas de la talla de Jerónimo Hernández, Gaspar de Oviedo y Juan de Oviedo El Viejo. El nuevo coro que hoy se conserva se realiza en el primer tercio del siglo XVIII, y en su diseño y construcción intervienen distintos maestros como Jerónimo Balbás, Juan de Valencia, Luis de Vilches y Felipe Fernández del Castillo. 
En lo que se refiere al trascoro y las tribunas, se cree que el trazado pudo ser de Jerónimo de Balbás, interviniendo en su construcción los maestros mayores de Écija, José Páez de Carmona y Juan José González Cañero y los cordobeses Francisco Martín y Félix Pérez de Mena.

#### Retablo mayor
El retablo mayor lo realizan los artistas Jorge y Alejo Fernández, autores principales del correspondiente en la Catedral de Sevilla. No obstante el de Marchena es obra de, al menos, entre 1521 y 1533, posterior por tanto al de la catedral hispalense, lo cual hace que el de Marchena no cuente con los condicionantes medievales de este, y sí que refleje los cambios producidos en la pintura sevillana del momento. Se trata de un retablo de estructura cuadrada y organizado en cuadrícula, más cercano a la concepción de los retablos platerescos, donde las imágenes cobran más importancia respecto a la propia arquitectura del retablo, y que conjuga la escultura con la pintura en una representación iconográfica compleja. 
Este retablo se concibe como una gran representación plástica sobre la acción salvadora del Mesías desde su Encarnación hasta su Transfiguración gloriosa, y sobre la obra precursora de Juan el Bautista, cuya degollación es la advocación titular del templo y culmina el programa iconográfico del conjunto, que se completa con escudos ducales y del arzobispo fray Diego de Leza.

#### Custodia
Otra de las joyas de esta parroquia es la Custodia que realizó para ella Francisco de Alfaro, considerada por algunos autores como una de las obras más importantes de la platería andaluza. Además de los elementos simbólicos y formales habituales, esta custodia representa un modelo de microarquitectura que se muestra influenciada y ajustada a los cánones clásicos. Se trata de una magnífica pieza realizada entre los años 1575 y 1580 —anterior por tanto a la que realizara Juan de Arfe para la catedral de Sevilla—, y que no obstante utiliza un lenguaje decorativo y arquitectónico más avanzado que los de la custodia hispalense, con recursos manieristas tomados de los tratados de arquitectura italianos.

## Catalogación
- La iglesia de San Juan Bautista de Marchena está catalogada Bien de Interés Cultural en la categoría de Monumento, y así consta oficialmente publicado en La Gaceta de Madrid con fecha de 1931.